# Erwin Nestle
Pour les articles homonymes, voir Nestle.
Erwin Nestle, né le 22 mai 1883 à Münsingen, dans le royaume de Wurtemberg, et mort le 21 juin 1972 à Ulm, est un bibliste allemand. Fils d'Eberhard Nestle, il a été le continuateur de l'œuvre de son père, commencée en 1898 : l'édition critique du Nouveau Testament en grec, dont il a établi un apparat critique complet lors de la treizième édition, en 1927.
Son travail a été poursuivi par Kurt Aland. Le Novum Testamentum Graece porte le nom de « Nestle-Aland ».

## Publications
- (de) Erwin Nestle, Eberhard Nestle zu seinem 100. Geburtstag, Stuttgart, Quell-Verlag, 1951.